# Ineke Sluiter

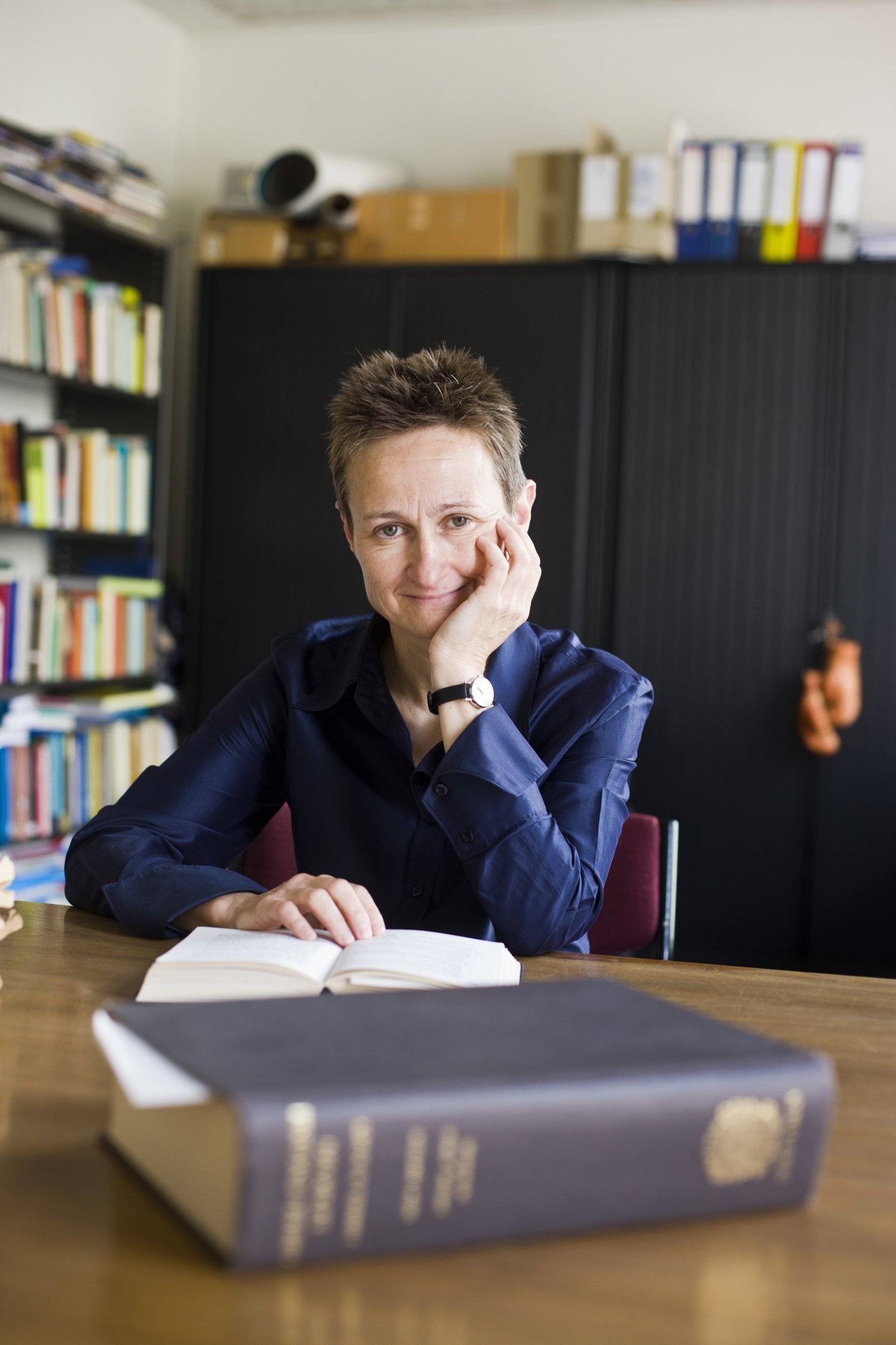
Ineke Sluiter (2010)

Ineke Sluiter (* 13. November 1959 in Amsterdam)  ist eine niederländische Altphilologin (Gräzistin).
Sluiter studierte Altphilologie an der Freien Universität Amsterdam mit dem Abschluss 1984 und wurde dort 1990 bei Dirk Marie Schenkeveld cum laude promoviert (Ancient Grammar in Context. Contributions to the Study of Ancient Linguistic Thought). 1994/1995 war sie am Harvard Center for Hellenic Studies in Washington D.C. und 1996/1997 am Institute for Advanced Study und danach Associate Professor an der University of Pennsylvania. Seit 1998 ist sie Professorin für Altgriechische Sprache und Literatur an der Universität Leiden.
Sluiter war Gastwissenschaftlerin und Gastdozentin in Berlin, Oxford, Cambridge, Harvard, an der University of Pennsylvania (wo sie Internationale Workshops mitorganisiert), in New York, Princeton, Nijmegen und Groningen. 2000 bis 2011 war sie wissenschaftlicher Leiter von OIKOS, der nationalen niederländischen Forschungsorganisation für Klassische Studien.
Sluiter befasst sich mit antiken Ideen über Sprache und Literatur, dem Einfluss von Sprache auf soziale Belange (Erziehung, Ausbildung sozialer Identität) und Ethische Fragen in der Antike, wobei sie auch Verbindungen zu modernen Gesellschaften schlägt. Sie leitet mit Albert Rijksbaron die Erstellung eines neuen frei zugänglichen, digitalen altgriechisch-niederländischen Wörterbuchs.
2010 erhielt Sluiter den Spinoza-Preis. 2012 wurde sie Mitglied der Königlich Niederländischen Akademie der Wissenschaften, 2013 der Academia Europaea und 2017 der British Academy.

## Schriften
- Socrates. Amsterdam University Press 2014
- Herausgeber mit Ralph Rosen: Aesthetic value in classical antiquity. Brill, 2012.
- Herausgeber mit Ralph Rosen: Valuing others in classical antiquity. Brill, 2010.
- Herausgeber mit Rita Copeland: Medieval Grammar and Rhetoric: Language Arts and Literary Theory, 300 A. D. to 1475. Oxford University Press, 2009
- Herausgeber mit Ralph Rosen: KAKOS. Badness and Anti-Value in Classical Antiquity. Brill, 2008.
- Herausgeber mit Ralph Rosen: City, Countryside, and the Spatial Organization of Value in Classical Antiquity. Brill, 2006.
- Herausgeber mit Ralph Rosen: Free Speech in Classical Antiquity. Brill, 2004.
- Herausgeber mit Ralph Rosen: ANDREIA: Studies in Manliness and Courage in Classical Antiquity. Brill, 2003.
- Herausgeber mit Vivien Law: Dionysius Thrax and the Techne Grammatike. Nodus, Münster 1995, 2. Auflage 1997.
- Herausgeber mit J. G. J. Abbenes, S. R. Slings: Greek literary theory after Aristotele, A collection of papers in honour of Prof. D. M. Schenkeveld. VU University Press, Amsterdam 1995.
- Ancient Grammar in Context. Contributions to the Study of Ancient Linguistic Thought. VU Press, Amsterdam 1990.